# U časovima zatišja (1957.)
U časovima zatišja je hrvatska televizijska dramska emisija kolažnog tipa iz 1957. godine, u režiji Maria Fanellija. Pripremljena je u povodu obilježavanja 40. obljetnice Oktobarske revolucije, kao scenski prikaz domoljubnog i kulturnog stvaralaštva partizanskih kazališnih družina iz razdoblja narodnooslobodilačke borbe.
Premijerno je prikazana 29. studenoga 1957. na Televiziji Zagreb.

## Sadržaj
Emisija je sastavljena od recitacija, odlomaka iz memoarskih i književnih tekstova te fragmenata repertoara koji su izvodile partizanske kazališne družine tijekom Drugog svjetskog rata. Scenskim izrazom evociran je ratni duh, kulturni otpor i patriotska svijest tog vremena.

## Glumačka postava
- Mira Župan
- Etta Bortolazzi
- Joža Gregorin
- Đuka Tadić
- Mladen Šerment
- Drago Krča
- Pero Kvrgić
- Robert Horn
- Stjepan Brkljačić

## Produkcija
Režiju emisije potpisao je Mario Fanelli, dok je scenografiju izradio Zvonko Agbaba. Emisija je realizirana u produkciji Televizije Zagreb, u skromnim studijskim uvjetima karakterističnim za pionirsko razdoblje hrvatske televizijske dramske produkcije.